# Ala en delta

Esquema de un avión con configuración de ala en delta.

En aeronáutica, el ala en delta es un ala con forma triangular, llamada así por la letra mayúscula griega delta, cuya grafía es Δ.

## Historia

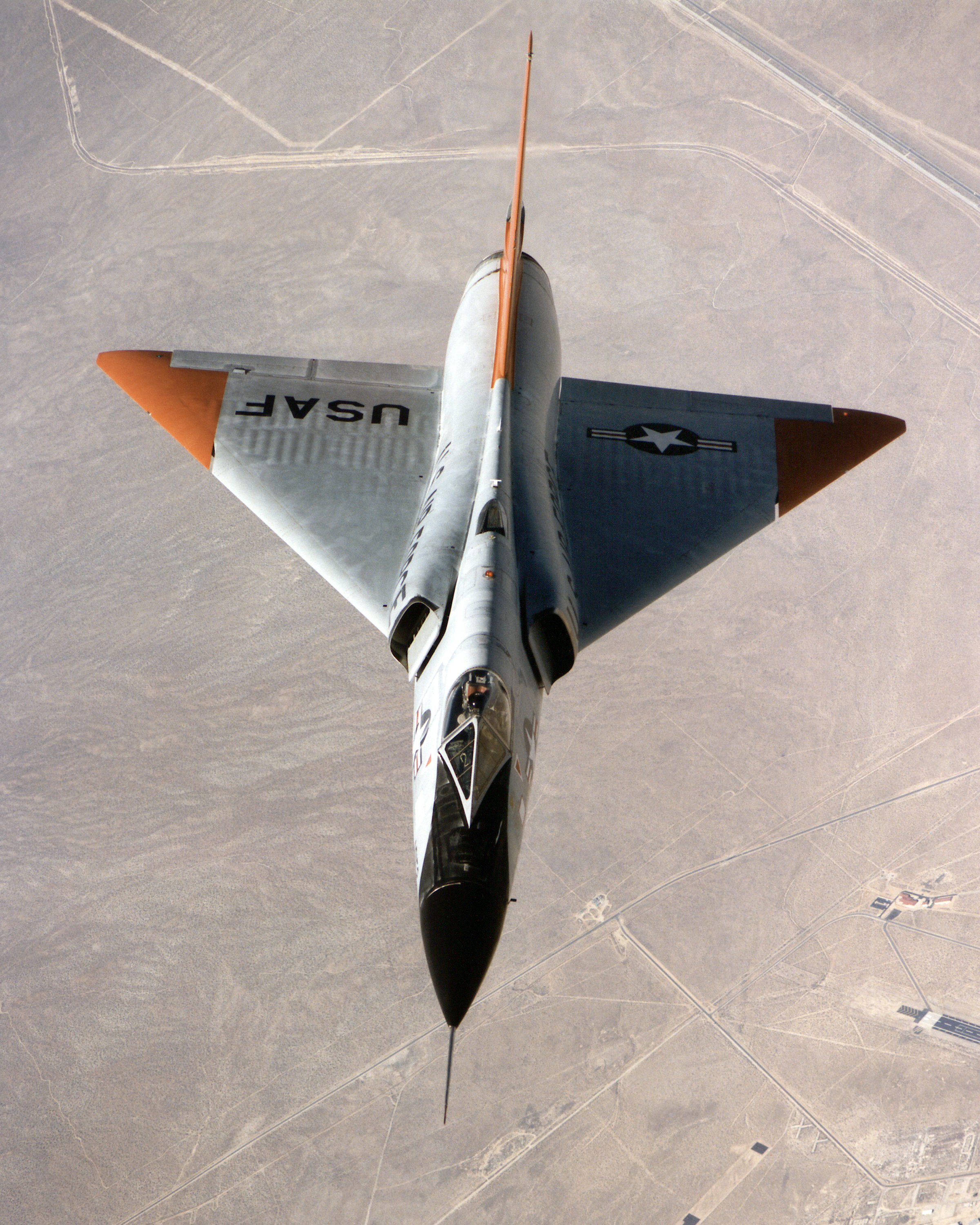
Interceptor Convair F-106 Delta Dart.

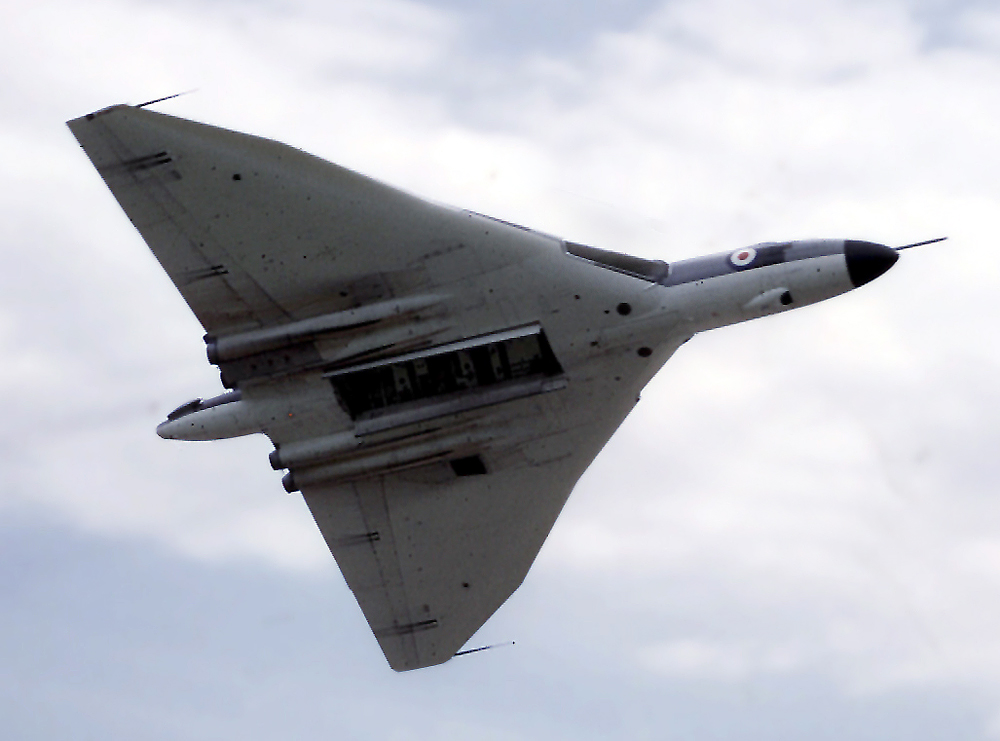
Bombardero Avro Vulcan.

Su uso en los inicios de la aeronáutica mundial, fue en Europa, en España en 1909, con el modelo de ala en delta rígido Aeroplano-Monoplano "Causarás", que fue el primer y único avión de alto secreto militar de ala en delta patentado en España, ya que el 9 de julio de 1909, España declaraba la guerra al RIF español en Marruecos. Y el 20 de julio de 1909, el inventor y constructor Ricardo Causarás, de profesión escultor y pintor, patentaba su máquina voladora de diseño geométrico y aerodinámico del futuro, en la Delegación de Fomento y el Gobierno Civil de Valencia. Avión de forma triangular en sus planos sustentadores y la cubierta de la carlinga, lanzado al vuelo desde 30,00 metros de altura, por el sistema catapulta con motor, con estabilidad lateral y longitudinal y velocidad, con dos hélices, timón de profundidad, timón de dirección, cuatro alerones móviles delanteros, cuatro ruedas de amortiguación, sillón para el piloto, desmontable y plegable, y publicitado en la prensa de la época en Valencia, Madrid y Barcelona, desde el día 20 ´}
al 22 de julio de 1909 y muchos años más tarde por Neythen Woolford en Alemania y Boris Ivanovich Cheranovsky en la URSS con sus modelos Cheranovsky BICh-3, BICh-7 y BICh-14 entre otros, antes de la Segunda Guerra Mundial, aunque ninguno de sus diseños de avión fue ampliamente utilizado. Entre los primeros ingenieros en emplear el ala en delta en sus proyectos se encuentra el inventor del siglo XVII de la Mancomunidad de Polonia-Lituania Kazimierz Siemienowicz, que publicó sus estudios en 1650 en su notable obra Artis Magnae Artilleriae pars prima (Gran arte de la artillería, la primera parte). Donde además de diversos dispositivos pirotécnicos presenta diseños estándar para crear varios tipos de cohetes, entre estos, cohetes con estabilizadores de ala delta.
Alexander Lippisch, Frenchman Payen y el DFS (Instituto Alemán del Vuelo) estudiaron ciertos modelos de aviones de caza con ala en delta propulsados por estatorreactores (algunos a carbón) durante la guerra. Tras ella, Lippisch se fue a los Estados Unidos, donde trabajó para Convair. Los ingenieros de Convair se interesaron mucho por sus diseños de cazas y comenzaron a trabajar en una versión mayor llamada F-92. Este proyecto fue finalmente cancelado por imposible, pero un prototipo consiguió volar bajo el nombre de Convair XF-92. El diseño generó un gran interés en todo el mundo. Pronto muchos diseños de aeronaves, particularmente cazas, fueron diseñados con ala en delta.
Asimismo el diseño sin plano de profundidad se volvió el más común para altas velocidades, y fue empleado casi hasta el abandono del resto de diseños por Convair en los Estados Unidos y por Dassault en Francia. Ciertos diseños británicos usaron también el ala en delta, quizás el más famoso de los cuales sea el bombardero Avro Vulcan.
Estos primeros usos aumentaron con la creación de la configuración de ala del TsAGI (Instituto Central de Aerohidrodinámica N. Y. Zhukovski, situado en Moscú), tomando ventaja sobre los diseños de alto ángulo de ataque, maniobrabilidad y velocidad. Fue utilizado en los cazas soviéticos MiG-21 Fishbed y Su-9/Su-11/Su-15, de los que se construyeron miles de unidades.
Más recientemente, con la llegada del avión de estabilidad relajada o RSS y la consecuente necesidad de sistemas de control asistidos por ordenador (el llamado sistema "Fly-by-wire" o FBW), las superficies de control horizontal han sido adelantadas para convertirse en canards, aunque en algunos aviones modernos como el Eurofighter Typhoon, el Dassault Rafale o el Saab 39 Gripen usan el ala en delta en combinación con canards y los controles tipo "Fly-by-wire" (digitales).

## Ventajas
- La principal ventaja del ala en delta es que el borde de ataque permanece tras la onda de choque generada por el morro del avión al volar a velocidad supersónica, lo que supone una mejora de los diseños tradicionales de alas.
- Mayor maniobrabilidad a alta velocidad.
- Mayor espacio interior, aunque en algunas aeronaves las alas pueden ser muy finas, por lo que el espacio no es realmente aprovechable.
- Estructura alar más resistente.

## Desventajas

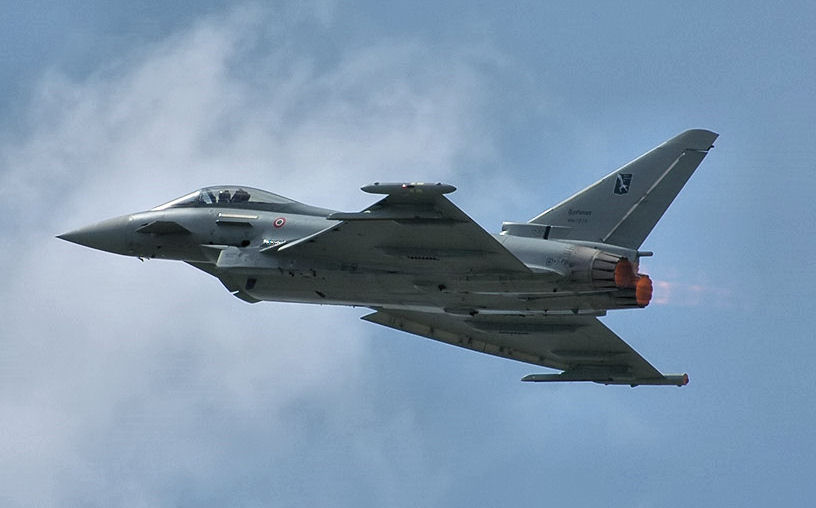
Un Eurofighter Typhoon en el Paris Air Show 2007.

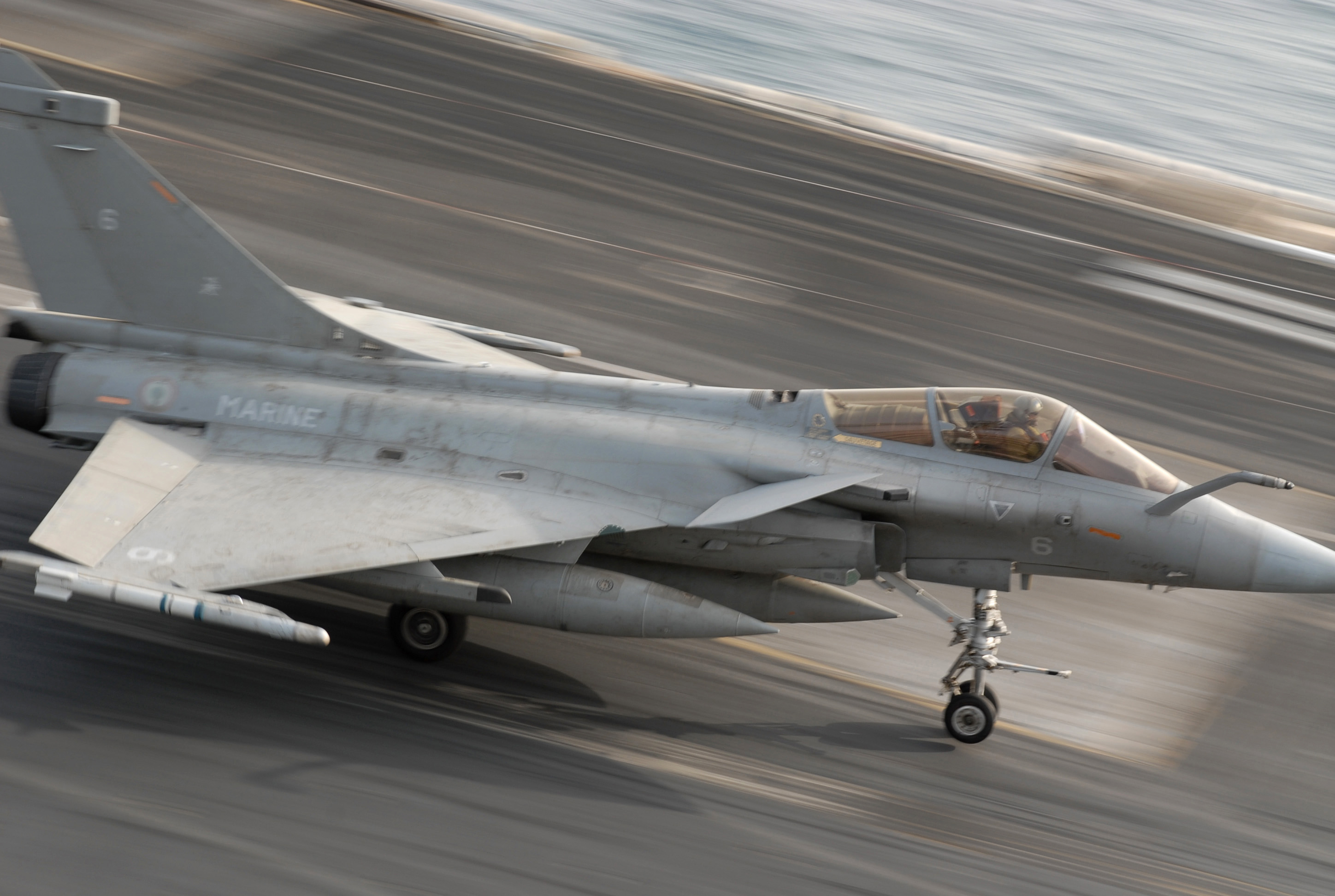
Un Dassault Rafale M de la Aeronavale francesa.

Los aviones puramente de ala en delta cayeron en desuso por sus características menos deseables, como la notable separación del flujo de aire con altos ángulos de ataque (las alas convencionales tienen problemas similares) o la alta resistencia a baja altura. Esto los limitó desde el principio al papel de aviones de caza para grandes altitudes y velocidades. Algunos aparatos modernos, como el F-16, usan un ala en delta cortada con superficies horizontales de cola. Una modificación, el ala en delta compuesta como la que se puede ver en el avión de combate Saab Draken o en el prototipo F-16XL, o la curiosa ala en delta ojivada usada en el avión comercial anglo-francés Concorde.
Mientras el rendimiento de los motores a reacción crecía, los aviones de combate con otros tipos de ala podían rendir lo mismo que los de ala en delta, y hacer maniobras más bruscas y volar en un mayor rango de altitudes. Hoy en día quedan reminiscencias del ala en delta compuesta en la mayoría de los aviones de combate como extensiones de los bordes de ataque. Mientras que los aviones más modernos como el Eurofighter Typhoon, el Dassault Rafale o el Saab 39 Gripen usan el ala en delta en combinación con canards y controles computarizados, digitalizados (en inglés "fly-by-wire").

## Aeronaves
Algunas aeronaves que usan este diseño son:
- Avro Vulcan
- Avro Arrow
- Dassault Mirage III
- Dassault Mirage IV
- Dassault Mirage 2000
- Dassault Rafale
- Chengdu J-10
- IAI Nesher
- IAI Kfir
- Concorde
- Convair B-58 Hustler
- Convair F-102
- Convair F-106
- Eurofighter Typhoon
- Fairey FD-1 Delta
- Gloster Javelin
- HAL Tejas

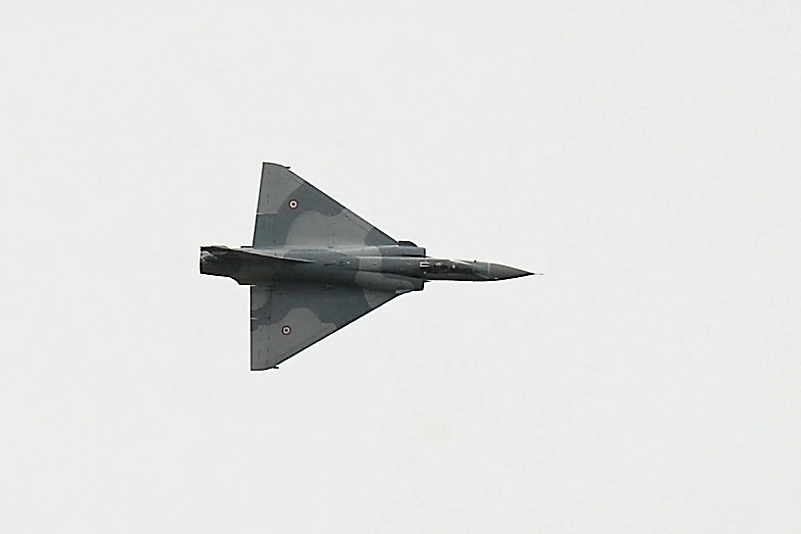
Un Dassault Mirage 2000 del Ejército del Aire Francés durante el Paris Air Show 2007.

- North American XB-70 Valkyrie
- Lockheed SR-71 Blackbird
- Mikoyan-Gurevich MiG-21 'Fishbed'
- Saab Viggen
- Saab Gripen
- Sukhoi Su-9 'Fishpot'
- Sukhoi Su-11 'Fishpot'

## Enlaces
- Archivado el 29 de noviembre de 2012 en Wayback Machine. Trabajo original del autodidacta Robert T. Jones sobre las alas delta.
- Resumen de los trabajos del ingeniero Alexander Lippisch, primero en hacer volar un ala en delta.
- Aviones Fauvel, parecidos a un ala en delta con el borde de ataque recto.
- Algunos ejemplos de conceptos similares.

- Datos: Q850097
- Multimedia: Delta wings / Q850097